# Eric Einar Ekstrand
Eric Einar Ekstrand (* 22. Dezember 1880 in Nyköping; † 24. August 1958  ebenda) war ein schwedischer Botschafter.

## Leben
Eric Einar Ekstrand war ein Sohn von Amanda Lundquist und Conrad Ekstrand, einem Gymnasiallehrer. Er ließ sich 1904 an der Universität Uppsala an der Fakultät für Rechtswissenschaft einschreiben und studierte von 1906 bis 1907 an der Universität Mons, wo er zum Doktor der Rechte promoviert wurde.
Im Jahr 1907 trat er in den auswärtigen Dienst und war bis 1910 Attaché in Hamburg, Narva und Riga. 1913 wurde er als Stellvertretender Generalkonsul in Sankt Petersburg und als Konsul in Riga und anschließend ab 1916 in Chicago eingesetzt. Ein Jahr später leitete er eine Abteilung im Außenministerium, übernahm 1918 die Abteilung Handel und wurde zugleich Gesandtschaftsrat in Washington, D.C.
Von 1919 bis 1922 war er Vizepräsident der Stockholms Superfosfat Fabriks AB und leitete 1921/1922 eine Hilfsexpedition des Schwedischen Roten Kreuzes in die Ukrainische Sozialistische Sowjetrepublik. Zwischenzeitlich wurde Ekstrand 1921 zum Generalkonsul befördert und leitete die Personalabteilung des schwedischen Außenministeriums.
Ab 1923 wurde er als Mitglied in die Kommission des Völkerbundes für den Bevölkerungsaustausch zwischen Griechenland und der Türkei nach der kleinasiatischen Katastrophe aufgenommen und ein Jahr später zum Hochkommissar des Völkerbundes zum Schutz der albanischen Minderheit in Griechenland ernannt.
Von 1925 bis 1931 war Ekstrand außerordentlicher Gesandter in Buenos Aires und bei den Regierungen in Santiago de Chile, Montevideo und Asunción akkreditiert. In den Jahren 1929 und 1930 untersuchte er die Auswirkungen der Convention internationale de l'opium (vom 19. Februar 1925 in Genf) in Fernost. Von 1931 bis 1939 leitete er dann das Comité central permanent de l'opium (CCPO) (Opiumsekretariat) des Völkerbundes in Genf und wurde 1940 als Mitglied in den Flüchtlingsausschuss des Völkerbundes aufgenommen.
Im Winterkrieg von 1939 bis 1940 war Ekstrand Vorsitzender der Mittelfinnland Hilfe, die Kinder aus Ostfinnland nach Schweden evakuierte. Nach dem Zweiten Weltkrieg wurde er von 1947 bis 1953 Mitglied in der United Nations Sub-Commissiion on the Prevention of Discrimination and the Protection of Minorities (UN-Ausschusses für den Schutz der Minderheiten).